# Шевцов, Алексей Васильевич
Алексей Васильевич Шевцов (1 [14] августа 1916, Гуляйполе, Екатеринославская губерния — 6 августа 2010, Москва) — советский партийный и государственный деятель, председатель Сахалинского облисполкома (1969—1979).

## Биография
Родился в крестьянской семье. Член ВКП(б) с 1945 г.
Трудовую деятельность начал в 1931 г. в должности тракториста агроучастка на станции «Семь колодезей» в Крыму. После окончания школы ФЗУ продолжил трудовую деятельность в должности слесаря на металлургическом заводе г. Керчи.
В 1940 г. окончил Московский технический институт рыбной промышленности и хозяйства им. А. И. Микояна по специальности «инженер-механик». Продолжил трудовую деятельность на Каспии, руководя рядом промышленных предприятий рыбной промышленности. Во время Великой Отечественной войны проходил службу в военизированном формировании Народного комиссариата рыбного хозяйства Союза ССР.
- 1952—1960 — начальник Сахалинского монтажного управления треста «Спецрыбмонтаж» Главрыбстроя МРП СССР.
- 1960—1961 — заведующий отделом строительства и стройматериалов обкома КПСС
- с 17 сентября 1961 года — первый секретарь Южно-Сахалинского горкома КПСС[1]
- с 23 февраля 1963 — второй секретарь Сахалинского областного комитета КПСС[2] (от прежней должности был освобождён 18 марта на пленуме Южно-Сахалинского горкома КПСС[3])
- 1969—1979 — председатель Сахалинского облисполкома (освобождён от должности в декабре 1979 года в связи с уходом на пенсию)[4].

Депутат Верховного Совета РСФСР VII, VIII и IX созывов. Был делегатом XXII, XXIII, XXIV и XXV съезда КПСС.

## Награды
Награждён орденами Октябрьской Революции, «Знак Почёта» и тремя орденами Трудового Красного Знамени, 12 медалями — «За победу над Германией в Великой Отечественной войне 1941—1945 годов.», «За оборону Кавказа», «За доблестный труд в Великой Отечественной войне 1941—1945 годов» и другими, а также 4 золотыми медалями ВДНХ, почётными знаками союзного, республиканского и областного значения.